# John Steiner (acteur)
Pour les articles homonymes, voir John Steiner et Steiner.
John Steiner, né le 7 janvier 1941 à Chester, (Angleterre, Royaume-Uni), et mort accidentellement le 31 juillet 2022 à La Quinta, (Californie, États-Unis), est un acteur britannico-italo-américain.

## Biographie
John Steiner apprend le métier de comédien à la Royal Academy of Dramatic Art. Sous la direction de Peter Brook, il tourne en 1967 le film Marat/Sade d’après la pièce de Peter Weiss, son premier rôle au cinéma.
En 1968, il apparaît dans le western spaghetti Trois pour un massacre. John Steiner s'installe alors en Italie, où va se dérouler presque toute sa carrière. Il apparait fréquemment dans des rôles de méchants, principalement dans des films de genre sous la direction de réalisateurs comme Mario Bava, Lucio Fulci, Dario Argento ou Antonio Margheriti.
Au début des années 1990, les engagements devenant plus rares, John Steiner décide de mettre fin à sa carrière d’acteur. Il quitte l’Italie pour les États-Unis et exerce ensuite la profession d'agent immobilier à Hollywood.

## Filmographie partielle
- 1967 : Le Saint (épisode Le jeu de la mort) de Leslie Norman
- 1967 : Marat/Sade de Peter Brook
- 1967 : Fantasmes de Stanley Donen
- 1968 : Trois pour un massacre (Tepepa) de Giulio Petroni
- 1968 : Work Is a 4-Letter Word de Peter Hall
- 1969 : 12 + 1 de Nicolas Gessner
- 1970 : Alba pagana d'Ugo Liberatore
- 1970 : Incontro d'amore de Paolo Heusch et d'Ugo Liberatore
- 1970 : L'Âne d'or (L'asino d'oro: processo per fatti strani contro Lucius Apuleius cittadino romano) de Sergio Spina
- 1971 : Nous sommes tous en liberté provisoire (L'istruttoria è chiusa: dimentichi) de Damiano Damiani
- 1972 : Viol en première page de Marco Bellocchio
- 1973 : La Police au service du citoyen (La polizia è al servizio del cittadino?) de Romolo Guerrieri
- 1973 : La Villégiature (La villeggiatura) de Marco Leto
- 1973 : SS Représailles (Rappresaglia) de George Pan Cosmatos
- 1973 : Croc-Blanc de Lucio Fulci : Charles 'Beau' Smith
- 1974 : L'Invention de Morel (L'invenzione di Morel) d'Emidio Greco
- 1975 : Il cav. Costante Nicosia demoniaco ovvero: Dracula in Brianza de Lucio Fulci
- 1975 : Ondata di piacere de Ruggero Deodato
- 1975 : Evil Baby (I Don't Want to Be Born) de Peter Sasdy
- 1975 : Rome violente (Roma violenta) de Marino Girolami
- 1976 : Agent très spécial 44 (Mark colpisce ancora) de Stelvio Massi
- 1976 : ...e tanta paura de Paolo Cavara
- 1976 : Milano violenta de Mario Caiano
- 1976 : Salon Kitty (Salon Kitty) de Tinto Brass
- 1976 : Le Guêpier de Roger Pigaut
- 1976 : Les Déportées de la section spéciale SS, de Rino Di Silvestro
- 1977 : Mannaja, l'homme à la hache de Sergio Martino
- 1977 : Antonio Gramsci: i giorni del carcere de Lino Del Fra
- 1977 : Les Démons de la nuit (Shock) de Mario Bava
- 1977 : Antigang (La malavita attacca... la polizia risponde!) de Mario Caiano
- 1978 : Goodbye & Amen de Damiano Damiani
- 1978 : L'Amour en question d'André Cayatte
- 1979 : Il piccolo Archimede de Gianni Amelio
- 1979 : Caligula de Tinto Brass et Bob Guccione
- 1980 : Action de Tinto Brass
- 1980 : Héros d'apocalypse (L'ultimo cacciatore) d'Antonio Margheriti
- 1981 : La Salamandre (The Salamander) de Peter Zinner
- 1981 : L'Enfer en quatrième vitesse (Car Crash) d’Antonio Margheriti
- 1982 : Les Aventuriers du cobra d'or (I cacciatori del cobra d'oro) d’Antonio Margheriti
- 1982 : Ténèbres (Tenebre) de Dario Argento
- 1983 : Yor, le chasseur du futur (Il mondo di Yor) d’Antonio Margheriti
- 1983 : Mystère de Carlo Vanzina
- 1984 : Le Temple du dieu Soleil (I sopravvissuti della città morta) d’Antonio Margheriti
- 1985 : Amazonia : La Jungle blanche (Inferno in diretta) de Ruggero Deodato
- 1985 : Berlin Affair (The Berlin Affair) de Liliana Cavani
- 1985 : Commando Léopard (Kommando Leopard) d’Antonio Margheriti
- 1986 : Troppo forte de Carlo Verdone
- 1986 : Commando Cobra (Cobra Mission) de Fabrizio De Angelis
- 1986 : Le Camping de la mort (Camping del terrore) de Ruggero Deodato
- 1986 : Le Loup du désert (Lone Runner) de Ruggero Deodato
- 1987 : Julia et Julia (Giulia e Giulia) de Peter Del Monte
- 1987 : Striker d’Enzo G. Castellari
- 1988 : La Nuit des requins (La notte degli squali) de Tonino Ricci
- 1988 : Le Triangle de la peur (Der Commander) d’Antonio Margheriti
- 1988 : Appuntamento a Liverpool (en) de Marco Tullio Giordana
- 1989 : Sinbad (Sinbad of the Seven Seas) d’Enzo G. Castellari
- 1989 : Le Roi blessé (Gioco al massacro) de Damiano Damiani
- 1991 : Paprika de Tinto Brass